# Alpi Liguri
Le Alpi Liguri sono il tratto iniziale delle Alpi, e costituiscono la terminazione meridionale delle Alpi occidentali. Sono poste a cavallo fra Piemonte, Liguria e Francia (Dipartimento delle Alpi Marittime) e la loro montagna più elevata è il Marguareis.

## Storia

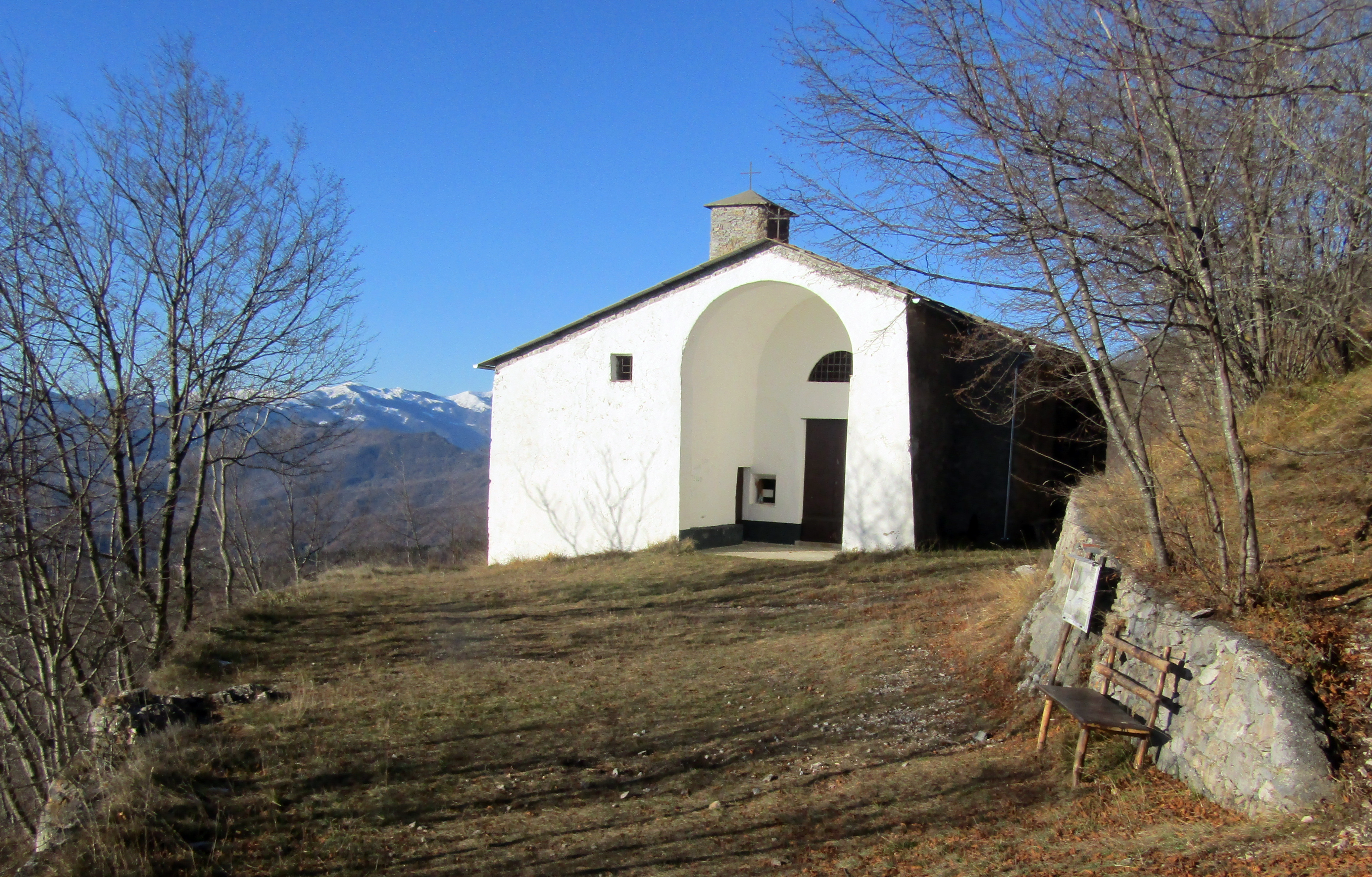
Il santuario di San Calocero, uno dei più antichi edifici di culto cristiani delle Alpi liguri

L'area montuosa delle Alpi Liguri è abitata fin dalla preistoria, come provano vari reperti archeologici rinvenuti nella zona. In epoca pre-romana vi risiedevano popolazioni di ceppo ligure, che lasciarono tra l'altro vari toponimi riconducibili alla loro lingua. In età imperiale le truppe romane vennero impegnate per romanizzare la zona e reprimere ribellioni e brigantaggio. Nelle zone della catena montuosa collocate a quote più elevate sono tuttora presenti tipologie di edifici e di manufatti tradizionali legati alla vita in alpeggio come balme (ripari sotto roccia), sèle, ovvero locali destinati alla conservazione del formaggio, e caselle, i tipici ripari in pietra a secco utilizzati dai pastori durante la stagione estiva e come riparo per gli attrezzi agricoli. Alla cultura pastorale è anche legata la viabilità pedonale tradizionale, utilizzata non solo per collegare gli alpeggi tra loro e con i centri abitati montani ma anche per la transumanza verso la costa o la Pianura Padana. Alcuni di tali cammini ricalcano vie di comunicazione preromane o romane.
Dopo la fine dell'Impero romano d'Occidente la zona delle Alpi Liguri fu contesa tra i bizantini, che crearono una linea fortificata sulla destra idrografica del Tanaro, e i Longobardi, che provenendo dalla Pianura padana riuscirono ad espandersi verso e a conquistare Genova. Durante l'Alto Medioevo l'area fu interessata dalla scorrerie dei Saraceni, che forse durante il X secolo si insediarono in alcune località; edifici come la torre cilindrica di Barchi e la caverna fortificata chiamata Balma del Messere sono stati interpretati come basi saracene. Questi furono debellati da una serie di campagne condotte da Guglielmo I di Provenza. Nel Medioevo l'area fu divisa tra varie signorie locali quali il Marchesato di Finale, il Marchesato di Ceva, quello di Clavesana, i Lascaris di Ventimiglia e altri. Con il consolidarsi degli stati pre-unitari la situazione si semplificò, e la catena montuosa si trovò divisa tra il Regno di Sardegna e la Repubblica di Genova.

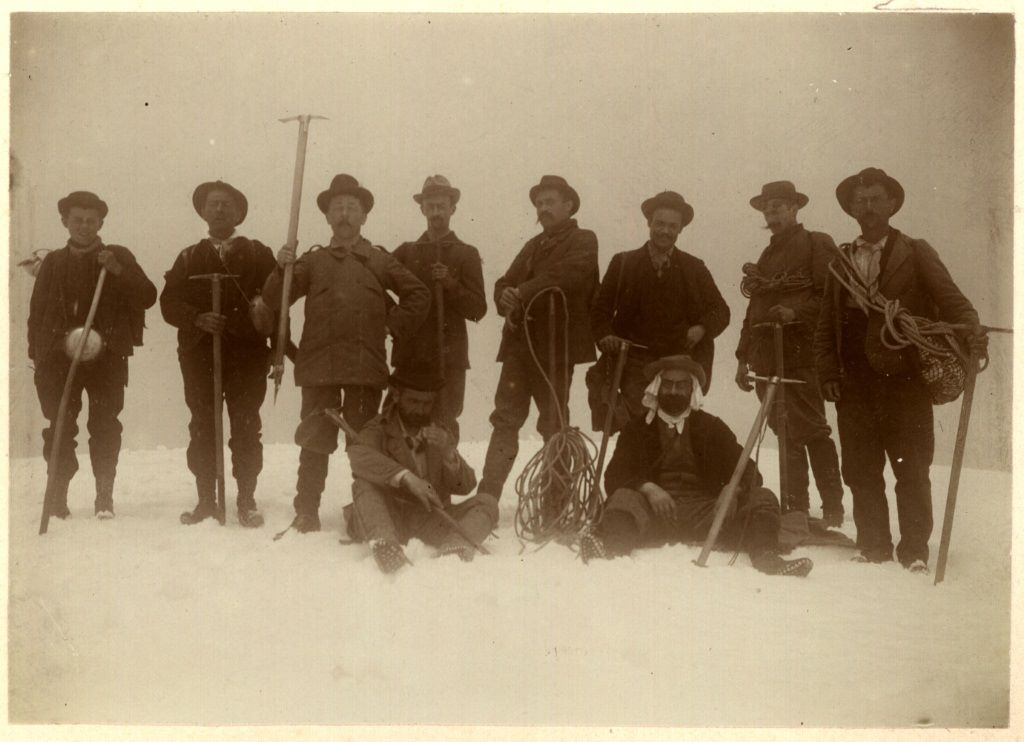
1904: alpinisti sulla cima del Marguareis - fotografia di Mario Gabinio

Le Alpi Liguri furono teatro di importanti operazioni belliche collegate alle campagne d'Italia di Napoleone Bonaparte, con scontri tra le truppe francesi e quelle austro-piemontesi, scontri che comportarono anche la costruzione di trinceramenti e fortificazioni. Con la seconda metà dell'Ottocento la costruzione di infrastrutture quali la ferrovia Ceva - Ormea e la Cuneo - Nizza favorì lo sviluppo industriale delle aree di fondovalle e la creazione di varie imprese. Durante il periodo della Resistenza la zona nuovamente fu interessata da scontri armati, questa volta tra i partigiani italiani e le truppe nazifasciste. Dopo la fine della II guerra mondiale, a seguito del trattato di Parigi e della modifica della linea di confine, una piccola porzione della catena montuosa, e cioè il versante occidentale della cresta divisoria tra Val Roia e la valli Tanaro, Argentina e Nervia, passò alla Francia.
Nel secondo dopoguerra le Alpi Liguri, come altre aree montane italiane, conobbero un progressivo spopolamento, e il bosco si estese a spese delle aree coltivate, che subirono un progressivo abbandono. La maggiore estensione del manto arboreo fu tra i fattori che favorirono la diffusione nelle Alpi Liguri del lupo, a partire dalla loro zona prealpina, con la migrazione di individui dalle aree appenniniche del centro Italia dove la specie si trovava confinata.

## Limiti
Secondo la Suddivisione Orografica Internazionale Unificata del Sistema Alpino le Alpi Liguri sono una sezione alpina a sé stante (sezione "1") e fanno parte delle Alpi Sud-occidentali. Sono comprese fra il colle di Cadibona (o bocchetta di Altare), che le separa ad est dall'Appennino ligure, e il colle di Tenda, che le divide ad ovest dalla sezione delle Alpi Marittime e Prealpi di Nizza.
Secondo la Partizione delle Alpi, ormai superata, le Alpi Liguri sono un gruppo delle Alpi Marittime e precisamente quello più orientale (gruppo "1a"); non costituiscono quindi una sezione autonoma. I limiti sono i medesimi, ma il Colle di Tenda è confine di gruppo e non di sezione, separando le Alpi Liguri dall'altro gruppo delle Alpi Marittime, quello delle Alpi del Varo (gruppo "1b").
Le Alpi Liguri, in virtù delle caratteristiche oromorfologiche (è un tratto alpino principalmente calcareo e non granitico come quello costituito dalle Alpi Marittime) sono ormai da anni considerate dalla comunità scientifica e alpinistica come un tratto alpino a se stante.
Nell'Ottocento il limite tra le Alpi Liguri (un tempo anche dette Alpi Ligustiche) e le Alpi Marittime sensu stricto era comunque considerato il Colle di Tenda, in quanto separa una zona di montagne di altezza minore e dalle forme generalmente dolci e ondulate da altre, situate ad ovest del valico, più impervie ed elevate. Il colle di Tenda è anche da lungo tempo riconosciuto a livello geologico come limite tra due diversi nuclei alpini, quello delle Alpi Marittime e quello delle Alpi Liguri. Il limite orientale, oggi costituito dalla bocchetta di Altare, veniva invece da alcuni studiosi posto più ad ovest, in corrispondenza del Bric dello Schiavo, mentre per altri era il Colle di Santa Giustina o Giovo di Santa Giustina, oggi noto come Colle del Giovo e considerato parte dell'Appennino Ligure.

## Classificazione
Un tempo vari studiosi, come ad esempio Pietro Gioffredo, chiamavano Alpi Marittime Orientali le montagne della zona dove oggi vengono collocate le Alpi Liguri. A fine Ottocento vari geografi europei, come Friedrich Umlauft  o Karl August  Zehden, consideravano invece le Alpi Liguri il primo gruppo della catena alpina, confinante ad ovest con le Alpi Marittime in corrispondenza del Colle di Tenda. In passato le attuali Alpi Liguri furono anche denominate Alpi Ligustiche.

### Secondo la Partizione delle Alpi
- Grande parte = Alpi Occidentali
- Sezione = Alpi Marittime
- Gruppo: Alpi Liguri
- codice = Ⅰ-a

Nella Partizione delle Alpi, le Alpi Liguri sono considerate un "gruppo" appartenente alla "sezione" delle Alpi Marittime, all'interno della "grande parte" denominata Alpi Occidentali. Nel codice utilizzato, sono il gruppo "Ⅰ-a". Secondo la Partizione, il gruppo delle Alpi Liguri è diviso nei seguenti sottogruppi: 
- Sottogruppo del Settepani (Ⅰ-a-1);
- Sottogruppo del Saccarello (Ⅰ-a-2);
- Sottogruppo del Mongioie (Ⅰ-a-3).

Tale classificazione già a partire dall'inizio degli anni Ottanta del Novecento non è più seguita nella bibliografia di riferimento del CAI/TCI, costituita nel caso specifico dal  volume Alpi Liguri della collana Guida dei Monti d'Italia.

### Secondo la Suddivisione Orografica Internazionale Unificata del Sistema Alpino e il CAI
- Grande parte = Alpi Occidentali
- Grande settore = Alpi Sud-occidentali
- Sezione = Alpi Liguri
- Codice = Ⅰ/A-1

La Suddivisione Orografica Internazionale Unificata del Sistema Alpino (SOIUSA), pubblicata nel 2005, considera le Alpi Liguri una "sezione alpina" a sé stante e non facente parte delle Alpi Marittime, all'interno della "grande parte" delle Alpi Occidentali e del "grande settore" delle Alpi Sud-occidentali. La suddivisione in gruppi recepisce quella utilizzata dal Club Alpino Italiano nel volume della Guida dei Monti d'Italia dedicato alle Alpi Liguri.
La SOIUSA suddivide le Alpi Liguri in due sottosezioni, separate tra loro dal Colle di Nava, a loro volta suddivise come nello schema seguente.
Sottosezione: Prealpi Liguri (1.I)
- Catena Settepani-Carmo-Armetta (A)
  - Gruppo del Monte Settepani (1): Bric Quoggia-Monte Alto (1.a); Monte Settepani (1.b); Bric dei Pinei-Rocca Roluta (1.c); Bric Gettina (1.d)
  - Gruppo del Monte Carmo (2): Monte Carmo di Loano (2.a); Spinarda-Sotta (2.b)
  - Gruppo Galero-Armetta (3): Monte Galero-Monte Armetta (3.a); Pizzo Castellino (3.b); Rocca delle Penne (3.c)

Sottosezione: Alpi del Marguareis (1.II)
- Catena del Saccarello (A)
  - Gruppo del Monte Saccarello (1): Monte Saccarello (1.a); Monega-Carmo di Brocchi (1.b); Monte Guardiabella (1.c); Monte Moro (1.d); Ceppo-Bignone (1.e); Monte Pietra Vecchia (1.f)
- Catena Marguareis-Mongioie (B)
  - Gruppo del Marguareis (2): Marguareis (2.a); Dorsale Serpentera-Cars (2.b); Scarason (2.c)
  - Gruppo Testa Ciaudon-Cima della Fascia (3): Testa Ciaudon (3.a); Cima della Fascia (3.b); Monte Pianè (3.c); Bric Costa Rossa (3.d)
  - Gruppo Mongioie-Mondolè (4): Mongioie (4.a); Cima della Brignola-Mondolè (4.b)
  - Gruppo Pizzo d'Ormea-Monte Antoroto (5): Bric di Conolia-Pizzo d'Ormea (5.a); Monte Baussetti (5.b); Bric Mindino (5.c)

## Orografia

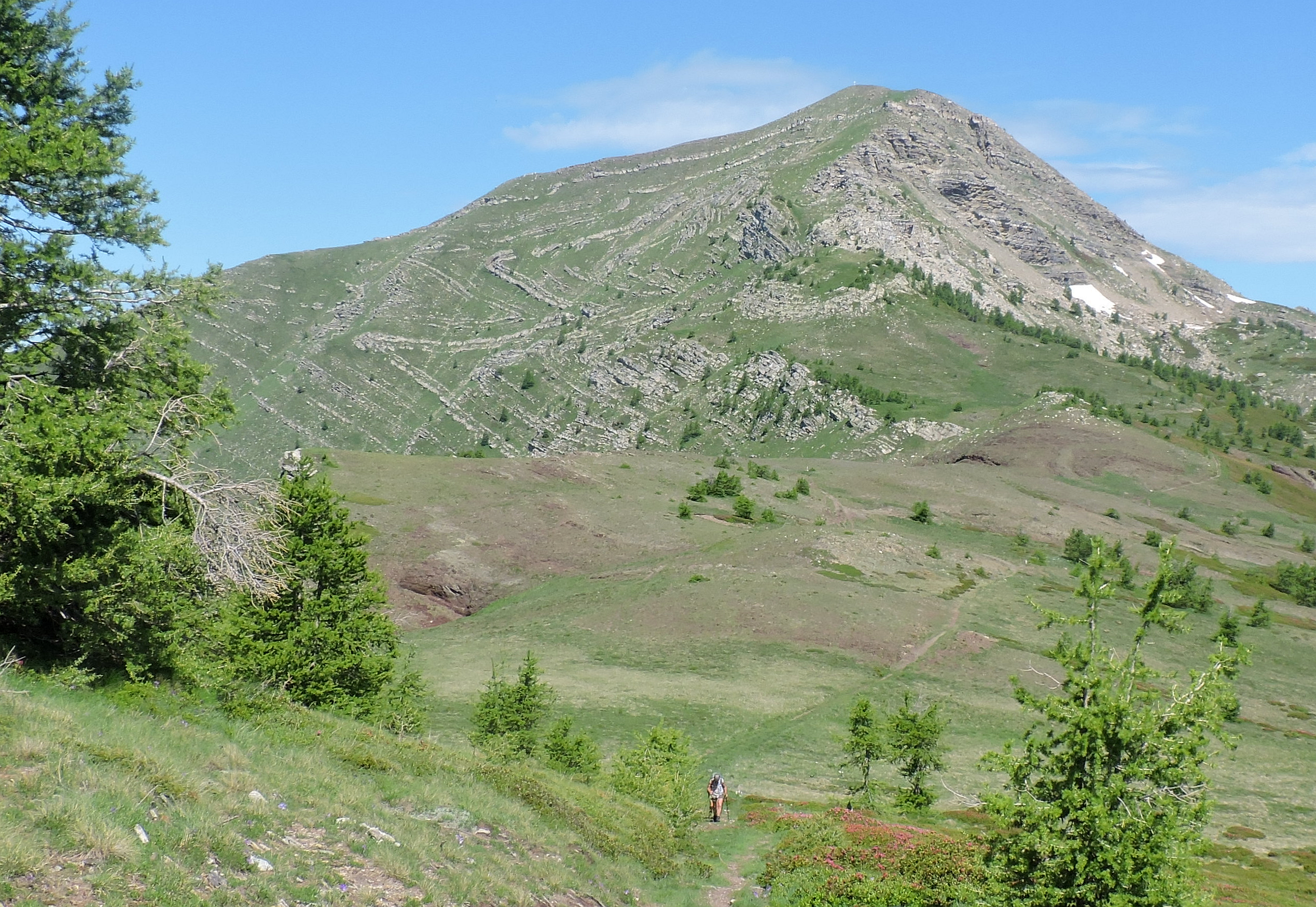
Monte Bertrand

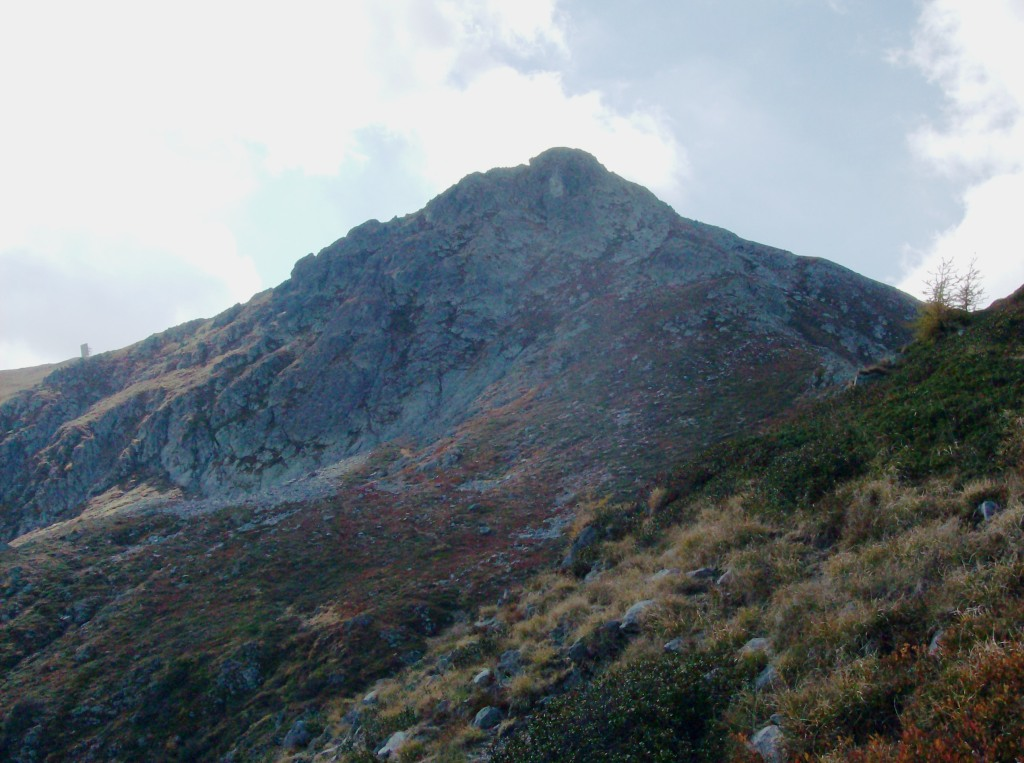
Pizzo d'Ormea

Tra il Colle di Cadibona e il Colle di Nava lo sviluppo longitudinale complessivo del tratto di spartiacque alpino principale compreso nelle Alpi Liguri è all'incirca di 110 km. Partendo dal colle di Cadibona il profilo orografico tende a innalzarsi gradualmente, mantenendosi sempre al di sotto dei 1400 m s.l.m. In questo tratto, denominato savonese-finalese, le cime più alte sono il monte Carmo di Loano (1389 m), il monte Settepani (1386 m) e il Bric Agnellino (1335 m).
Dopo il colle di San Bernardo di Garessio (957 m), il paesaggio diventa nettamente più alpino e si superano i 1500 m con le vette del monte Galero (1708 m), del monte Dubasso (1545 m), del monte Armetta (1739 m) e del monte della Guardia (1658 m). A ovest del colle di San Bernardo di Mendatica (1263 m) la displuviale principale della catena si eleva rapidamente al di sopra dei 2000 m, fino alla cima del monte Saccarello (2201 m), la più alta del settore imperiese e di tutto il territorio ligure.
A partire dalla cima del monte Saccarello, lo spartiacque si ramifica in più direzioni. La prima si protende dal Saccarello verso sud-est e, dopo la depressione del passo di Collardente (1586 m), si innalza ancora oltre i 2000 m con la cima Marta (2136 m), il monte Grai (2012 m) e il monte Pietravecchia (2038 m). Oltrepassato l'imponente contrafforte roccioso del monte Toraggio (1972 m), decresce rapidamente verso Ventimiglia. La seconda catena si distacca dalla vicina cima Missun (2356 m) e si sviluppa per una decina di chilometri verso est, includendo il massiccio isolato dell'Alpe di Cosio (1907 m). Una terza catena si stacca dal gruppo del Saccarello in direzione sud-ovest e, dopo il monte Monega (1882 m), digrada verso il monte Bignone e la costa sanremese.
Lo spartiacque principale è tuttavia quello che delimita la valle del Roja fino al colle di Tenda. In questo tratto, su cui corre il confine amministrativo tra il Piemonte e il Dipartimento delle Alpi Marittime, si ergono alcune delle cime più alte delle Alpi Liguri: il monte Bertrand (2482 m), la Punta Marguareis (2651 m), la Testa Ciaudon (2386 m) e il monte Becco (2300 m).
All'altezza della Punta Marguareis si stacca verso est una dorsale montuosa che delimita a nord l'alta val Tanaro e include molte delle cime maggiori della catena, quali il monte Mongioie (2630 m), il Pizzo d'Ormea (2476 m) e il monte Antoroto (2144 m). Da questa importante linea displuviale, che si sviluppa per quasi 50 km, si distaccano alcune vallate secondarie, orientate da sud verso nord, conosciute come "valli monregalesi": valle Casotto, valle Ellero, valle Corsaglia, valle Maudagna e valle Roburentello. Anche la valle del Mongia, posta più ad est, è considerata parte della Valli Monregalesi. Sulle creste spartiacque tra queste valli si trovano ulteriori cime notevoli, quali il monte Mondolè (2382 m) e il monte Baussetti (2002 m).
Le Alpi liguri sono le sole in cui sia il lato interno dell'arco alpino, volto a nord verso la pianura padana, sia il lato esterno, volto in questo caso a sud verso il Mar Ligure, sono per la maggior parte situati in Italia.

### Vette

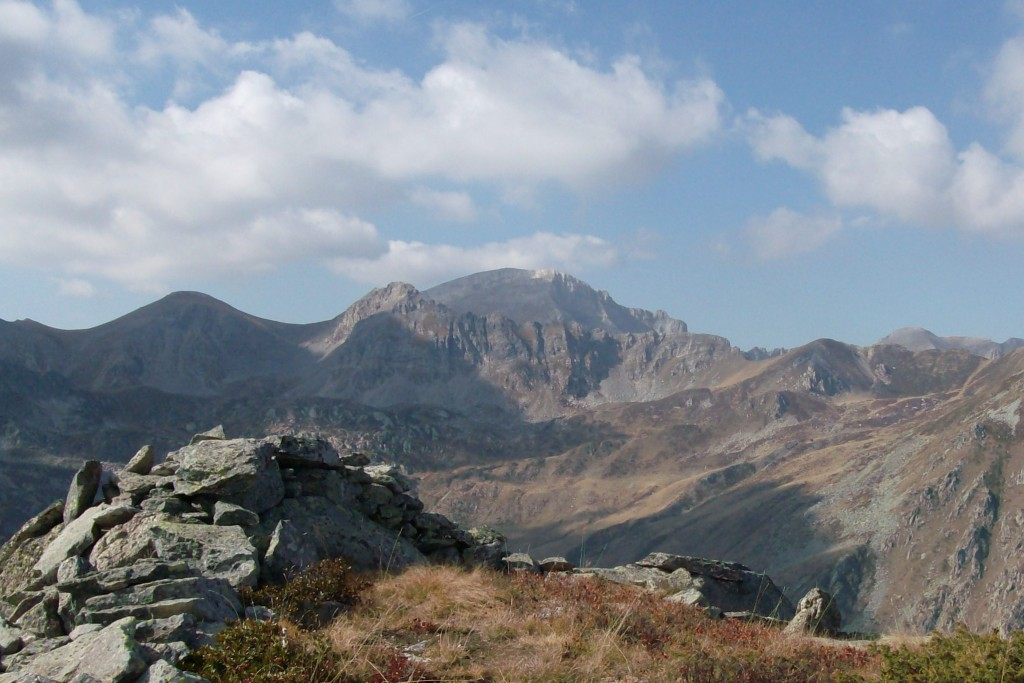
Il Mongioie.

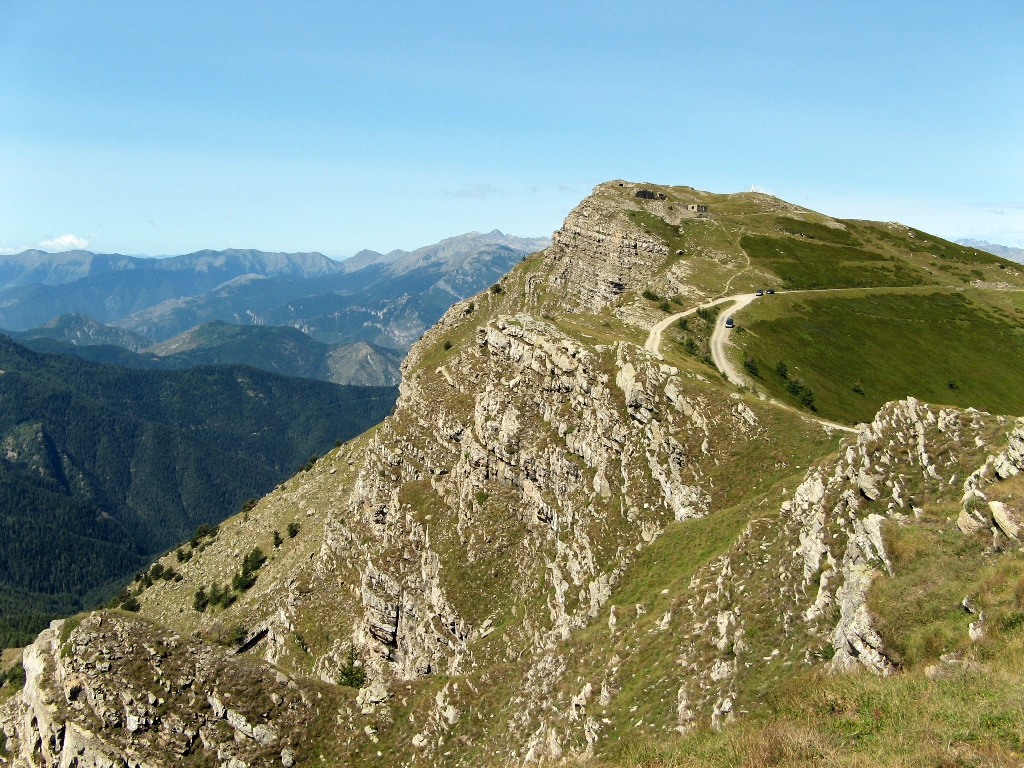
Il Saccarello.

Le principali vette delle Alpi Liguri sono:
- Prealpi Liguri:
  - Monte Armetta (1739 m)
  - Monte Galero (1708 m)
  - Monte della Guardia (1658 m)
  - Monte Dubasso (1545 m)
  - Rocca delle Penne (1501 m)
  - Pizzo delle Penne (1488 m)
  - Monte Carmo di Loano (1389 m)
  - Monte Settepani (1386 m)
  - Monte Scalabrino (1377 m)
  - Monte Spinarda (1357 m)
  - Bric Agnellino (1335 m)
  - Monte Sotta (1206 m)
  - Rocca Barbena (1142 m)
  - Monte Peso Grande (1092 m)
  - Monte Alpe  (1056 m)
- Alpi del Marguareis:
  - Punta Marguareis (2651 m)
  - Monte Mongioie (2630 m)
  - Cima delle Saline (2612 m)
  - Cima Pian Ballaur (2604 m)
  - Cima Palù (2538 m)
  - Bric di Conoia (2521 m)
  - Cima della Fascia  (2495 m)
  - Monte Bertrand (2482 m)
  - Pizzo d'Ormea (2476 m)
  - Cima Seirasso (2436 m)
  - Cima di Pertegà (2404 m)
  - Bric Costa Rossa (2403 m)
  - Testa Ciaudon (2386 m)
  - Monte Mondolè (2382 m)
  - Cima Missun (2356 m)
  - Monte Becco (2300 m)
  - Monte Besimauda (2231 m)
  - Monte Saccarello (2201 m)
  - Punta Mirauda (2157 m)
  - Monte Frontè (2152 m)
  - Monte Antoroto (2144 m)
  - Cima Marta (2136 m)
  - Alpe di Cosio e Piano Cavallo (1906 m)
  - Monte Monega (1882 m)
  - Bric Mindino (1879 m)

### Valichi
I principali valichi delle Alpi Liguri sono:
| nome                            | altitudine (m s.l.m.) | località collegate                         | nome del collegamento                                                                                         |
| ------------------------------- | --------------------- | ------------------------------------------ | --- |
| Colle di Cadibona               | 436                   | Altare - Savona                            | Autostrada A6, SS 29, Ferrovia San Giuseppe di Cairo – Savona                                                 |
| Colla Baltera                   | 794                   | Bormida - Osiglia                          | SP 38 e SP 16 (SV)                                                                                            |
| Colle San Giacomo               | 796                   | Mallare - Orco Feglino                     | strada sterrata                                                                                               |
| Colle del Melogno               | 1028                  | Calizzano - Finale Ligure                  | SP 490 (SV)                                                                                                   |
| Giogo di Giustenice             | 1143                  | Bardineto - Giustenice                     | strada sterrata                                                                                               |
| Colle del Quazzo                | 1090                  | Garessio - Calizzano                       | SP 47 (SV) + SP 213 (CN)                                                                                      |
| Giogo di Toirano                | 801                   | Bardineto - Toirano                        | SP 1 (SV) |
| Colle Scravaion                 | 814                   | Bardineto - Castelvecchio di Rocca Barbena | SP 52 (SV) |
| Colle San Bernardo di Garessio  | 957                   | Erli - Garessio                            | SP 582 (SV)                                                                                                   |
| Passo di Pralè                  | 1243                  | Nasino - Ormea                             | SP 14 (SV) |
| Colle di Nava                   | 934                   | Ormea - Pornassio                          | SS 28 |
| Passo Tanarello                 | 2042                  | Briga Alta - La Brigue                     | strada sterrata ex-militare                                                                                   |
| Colle San Bernardo di Mendatica | 1262                  | Mendatica - Monesi                         | SP 2, 74 e 100 (IM)                                                                                           |
| Colla di Sanson                 | 1696                  | La Brigue - Triora                         | strada sterrata (apertura solo estiva)                                                                        |
| Passo Muratone                  | 1158                  | Pigna - Saorge                             | strada sterrata (apertura solo estiva)                                                                        |
| Colla dei Termini               | 2006                  | Ormea - Val Corsaglia                      | strada sterrata / sentieri                                                                                    |
| Colla di Casotto                | 1381                  | Garessio - Pamparato                       | SP 178 (CN)                                                                                                   |
| Colle di Tenda                  | 1870                  | Limone Piemonte - Tenda                    | SS 20, Ferrovia Cuneo-Limone-Ventimiglia tramite tunnel, Strada sterrata di superficie (apertura solo estiva) |
| Passo Garlenda                  | 2021                  | Verdeggia - Monesi di Triora               | sentiero (Alta Via dei Monti Liguri)                                                                          |
| Passo Frontè                    | 2081                  | Montegrosso Pian Latte - Monesi di Triora  | sentiero (Alta Via dei Monti Liguri)                                                                          |
| Passo della Teglia              | 1385                  | Rezzo - Molini di Triora                   | SP 17 (IM) |
| Colle delle Selle Vecchie       | 2097                  | Valle del Negrone - Val Roia               | strada sterrata (apertura solo estiva)                                                                        |
| Colle dei Signori               | 2107                  | Valle del Negrone - Val Roia               | strada sterrata (apertura solo estiva)                                                                        |
| Colle di Caprauna               | 1394                  | Caprauna - Briga Alta                      | SP 216 (CN)                                                                                                   |
| Colla del Termine               | 662                   | Quiliano - Mallare - Altare                | sentiero (Alta Via dei Monti Liguri)                                                                          |

## Idrografia
Il versante nord delle Alpi Liguri da un punto di vista  idrografico è tributario del Mare Adriatico, o tramite il fiume Tanaro o tramite suoi affluenti e sub-affluenti. Il versante meridionale è invece tributario del Mar Ligure. La parte più occidentale di questo versante della catena montuosa, che appartiene alla Francia, è drenata dal fiume Roya. Più a est i principali corsi d'acqua che drenano la zona sono il Nervia, l'Argentina, l'Impero e il Centa, che comprende nel suo bacino Arroscia, Pennavaira e Neva. Ancora più ad est del sistema fluviale del Centa i corsi d'acqua tendono a diventare più brevi e a carattere ancora più spiccatamente torrentizio; questo a causa della minore distanza tra lo spartiacque padano/ligure e la costa e alla minore altezza media dei loro bacini idrografici.

### Valli

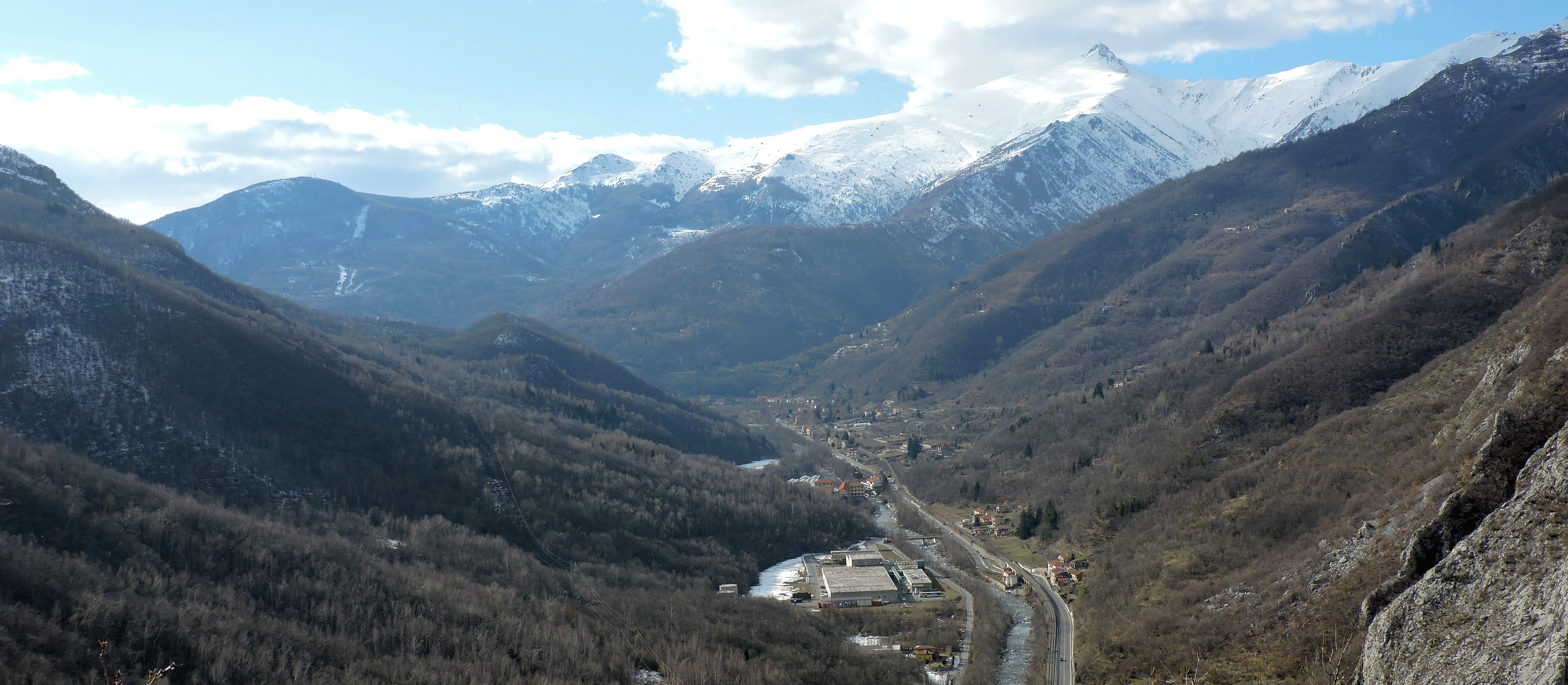
Alta val Tanaro

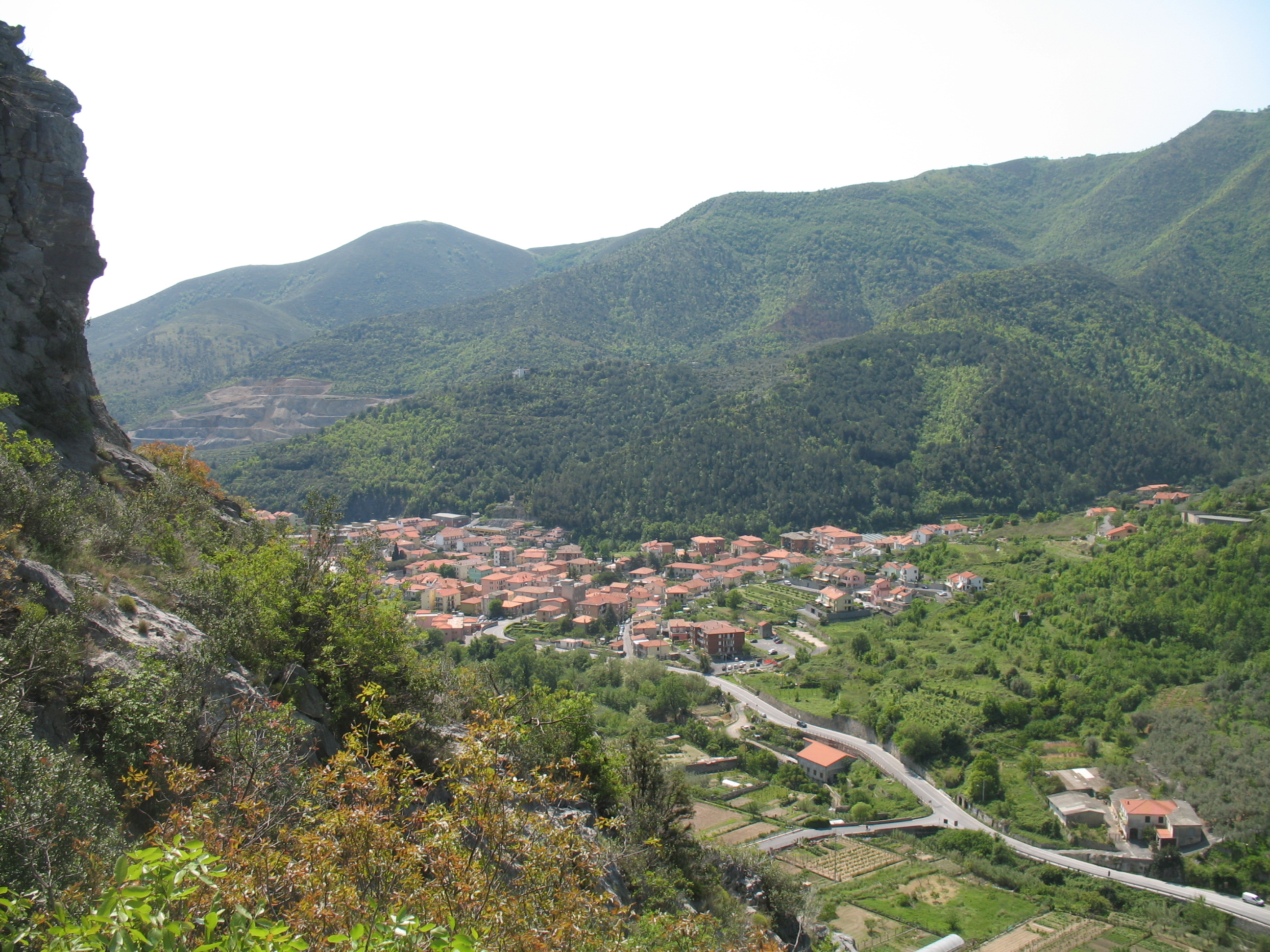
Panorama di Toirano dalle grotte

Le principali valli delle Alpi Liguri sono:
- Versante padano
  - Val Vermenagna (versante orientale)
  - Val Colla
  - Valle Pesio
  - Valle Ellero
  - Valle Casotto
  - Val Maudagna
  - Valle Corsaglia
  - Valle Mongia
  - Alta Val Tanaro
  - Valle della Cevetta
  - Val Bormida
- Versante ligure
  - Valle Roia (versante orientale)
  - Val Verbone/Crosia
  - Valle Nervia
  - Valle Armea
  - Valle Argentina
  - Valle Impero
  - Val Merula
  - Val Lerrone
  - Valle Arroscia
  - Val Pennavaira
  - Valle del Neva
  - Val Varatella
  - Val Maremola
  - Valle del Pora
  - Valle del Segno
  - Valle del Quiliano
  - Valle del Letimbro (versante sud-ovest)

### Laghi

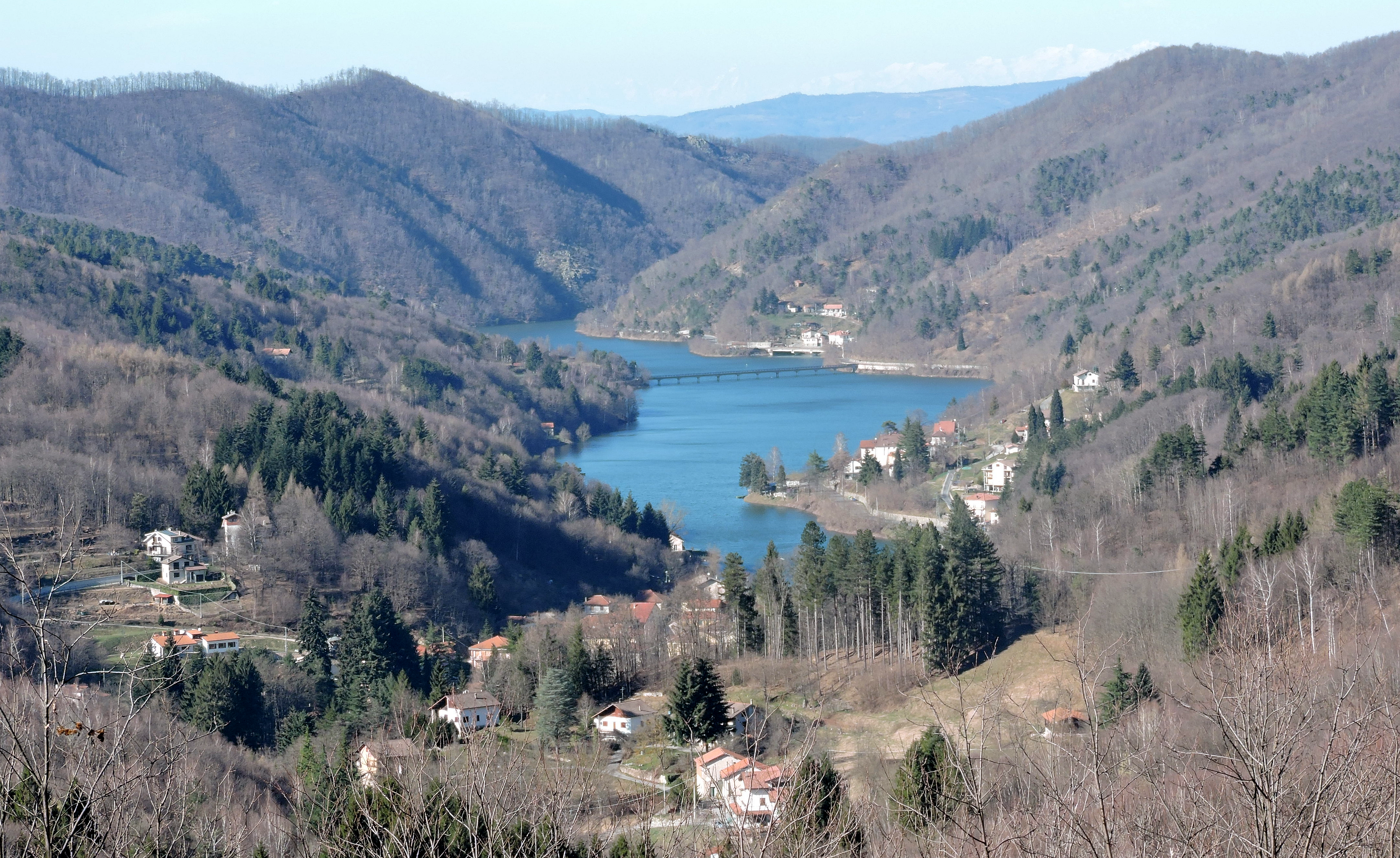
Il lago di Osiglia

Nelle Alpi Liguri non sono presenti laghi naturali di grandi dimensioni. Esistono alcuni piccoli laghi, alcuni dei quali carsici, sulle montagne delle Valli Monregalesi: il Lago del Pizzo, a nord-est del Pizzo d'Ormea; il Lago Revelli in alta val Corsaglia, i laghi delle Moglie, Biecai e Rataira nell'alta val Ellero; il Lago della Brignola e il Lago Raschera alle pendici settentrionali del monte Mongioie; il Laghetto del Marguareis sotto l'omonima punta. Fino all'inizio dell'estate si presentano coperti di neve, mentre spesso verso la fine dell'estate sono completamente asciutti.
Esistono inoltre alcuni invasi artificiali: il Lago di Osiglia in Val Bormida, il Lago di Tenarda, nei pressi di Triora e Pigna, e il Lago di Pianfei, nei pressi dell'omonimo centro abitato della provincia di Cuneo.

## Geologia

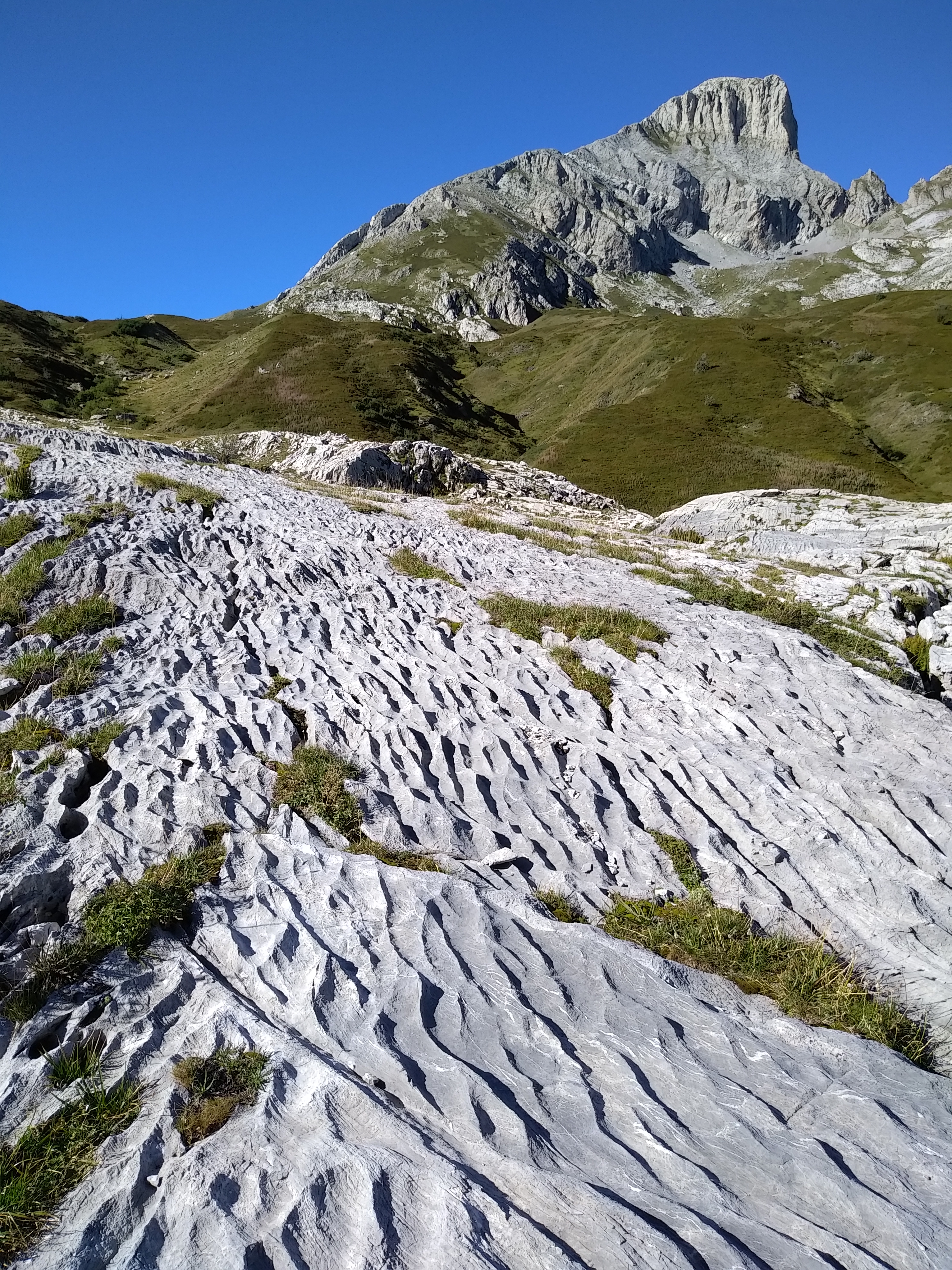
Esempio di campo solcato in valle Ellero

La catena delle Alpi liguri, contrariamente a quanto sostenuto in passato, non è costituita da montagne con caratteristiche di transizione tra le Alpi e gli Appennini, ma presenta caratteristiche geologiche e orografiche tipiche del sistema alpino. In particolare si tratta di rilievi originatisi durante le ere  carbonifera, permiana, triassica e giurassica, mentre l'orogenesi appenninica è decisamente più recente. Nella zona occidentale delle Alpi Liguri, quella cioè ad ovest del Colle di Nava, il versante marittimo della catena è costituito da terreni eocenici, denominati nella letteratura geologica piano liguriano, più recenti e più facilmente erodibili di quelli che affiorano sul versante padano. La copertura eocenica cessa invece nella sezione orientale delle Alpi Liguri, nella quale anche una vasta parte del versante padano è inclusa nel territorio della Liguria. Oggi le Alpi Liguri, e in particolare la loro zona più elevata situata attorno al Marguareis, ospitano una ampia gamma di forme carsiche sotterranee e superficiali.
Tra i vari geologi che si occuparono di questa catena montuosa si possono ricordare Nicola Pellati, Domenico Zaccagna e Luigi Baldacci, che nel 1906 compirono numerosi sopralluoghi nella zona per seguire l'avanzamento della carta geologica curata in quel periodo dal Regio Ufficio geologico.

## Tutela naturalistica

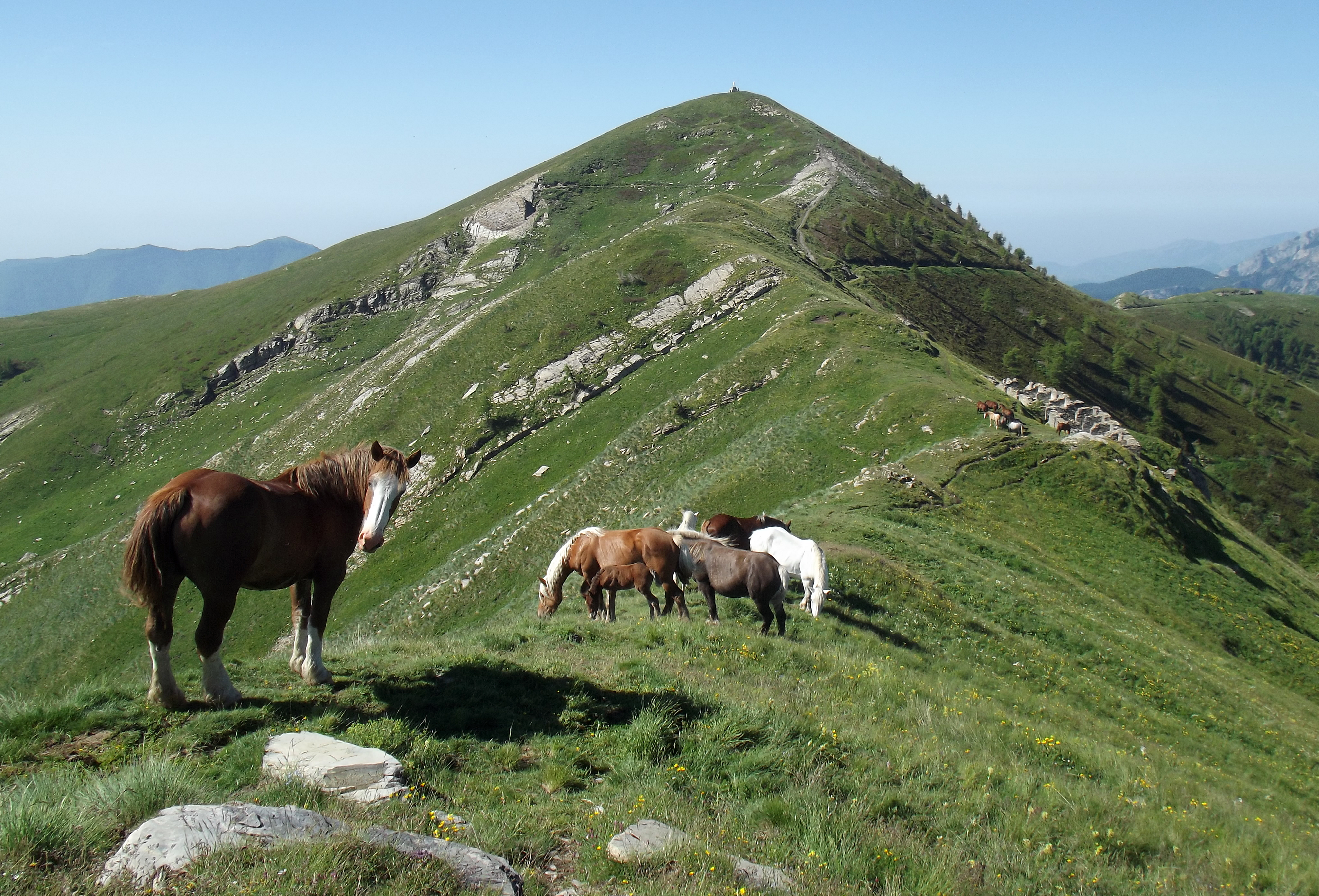
Parco naturale regionale delle Alpi Liguri: Monte Frontè e Cima Garlenda

Le aree naturali protette attualmente esistenti nelle Alpi Liguri sono il parco naturale del Marguareis e la Riserva naturale delle Grotte di Bossea, in provincia di Cuneo, il parco naturale regionale di Bric Tana, in provincia di Savona, e il Parco naturale regionale delle Alpi Liguri, di più recente istituzione, in provincia di Imperia.
Oltre ai parchi e riserve in senso stretto sono presenti sulle Alpi Liguri anche diversi siti di importanza comunitaria, sia nella zona piemontese che in quella ligure della sezione alpina. In particolare si possono ricordare:
- Piemonte: Monte Antoroto, Faggete di Pamparato, Tana del Forno, Grotta delle Turbiglie, Grotte di Bos e Bosco di Bagnasco.
- Liguria: Monte Carmo - Monte Settepani, Monte Galero, Monte Ravinet - Rocca Barbena, Monte Spinarda - Rio Nero, Bric Zerbi, Castell'Ermo - Peso Grande, Ronco di Maglio.

## Turismo

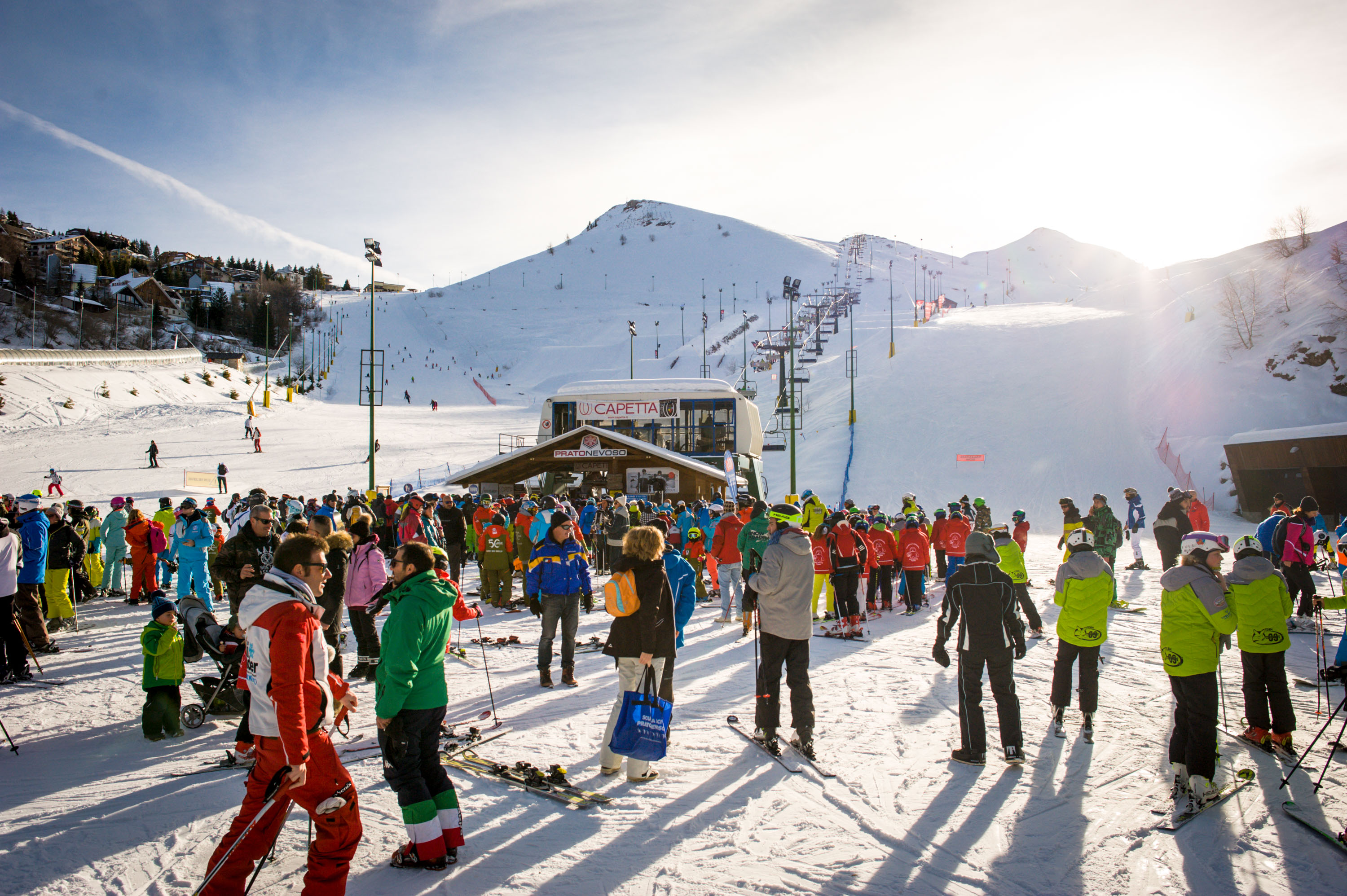
Sciatori a Prato Nevoso

Le Alpi Liguri ospitano numerosi impianti sciistici. Sul gruppo Mongioie-Mondolè sorgono gli impianti del Mondolè Ski, un comprensorio sciistico che unisce le stazioni di Artesina, Prato Nevoso e Frabosa Soprana, per un totale di 130 km di piste per discesa e fondo.
Il comprensorio Parpaiun si sviluppa invece nella zona del monte Alpet e comprende gli impianti di San Giacomo di Roburent e Serra di Pamparato. A nord del Bric Mindino si trovano gli impianti di Viola Saint-Grée, mentre sulla Colla di Casotto, ad est del Monte Antoroto, sorge la stazione di Garessio2000.
Altri impianti sciistici sono il Lurisia Monte Pigna, raggiungibile da una cabinovia dalle Terme di Lurisia, e due skilift e una seggiovia a Monesi di Triora, sul versante nord-orientale del Monte Saccarello. Le Alpi Liguri sono in parte interessate anche dal comprensorio Riserva Bianca di Limone Piemonte.
Data la loro natura carsica, le Alpi Liguri sono ricche di grotte naturali, molte delle quali aperte al pubblico. Nella riviera di Ponente si possono visitare le grotte di Borgio Verezzi e di Toirano. Nelle valli del monregalese è possibile ammirare le grotte del Caudano in val Maudagna nel comune di Frabosa Sottana, le grotte di Bossea in val Corsaglia nel comune di Frabosa Soprana, e la grotta dei Dossi nel comune di Villanova Mondovì.
Negli ultimi anni, in parte a causa della saturazione della ricettività turistico-alberghiera nella riviera ligure di ponente, in parte per la diffusione del cosiddetto turismo enogastronomico, alcune località dell'entroterra imperiese sono diventate meta di turisti, come Triora, Dolcedo, Pontedassio, Dolceacqua, Rocchetta Nervina, Pigna e Apricale.
Parallelamente si è sviluppata la ricettività legata alla valorizzazione delle bellezze paesaggistiche ed all'escursionismo e all'alpinismo: accanto alle classiche mete di villeggiatura come Colle di Nava, Ormea e Garessio, si affiancano oggi le località dell'alta val Bormida (Calizzano, Murialdo, Osiglia e Bardineto) e dell'alta val Tanaro (Briga Alta). Degne di menzione sono Mendatica, in Alta Valle Arroscia, a pochi chilometri della statale Imperia-Nava-Ceva e il Colle del Garezzo, meta panoramica raggiungibile da San Bernardo di Mendatica e dal colle di Nava. Tra le aree più frequentate dagli appassionati dell'arrampicata sportiva c'è il Finalese, che già a partire dalla fine degli anni Settanta poteva offrire moltissime vie di salita di ogni difficoltà.

### Sentieri e Alte Vie

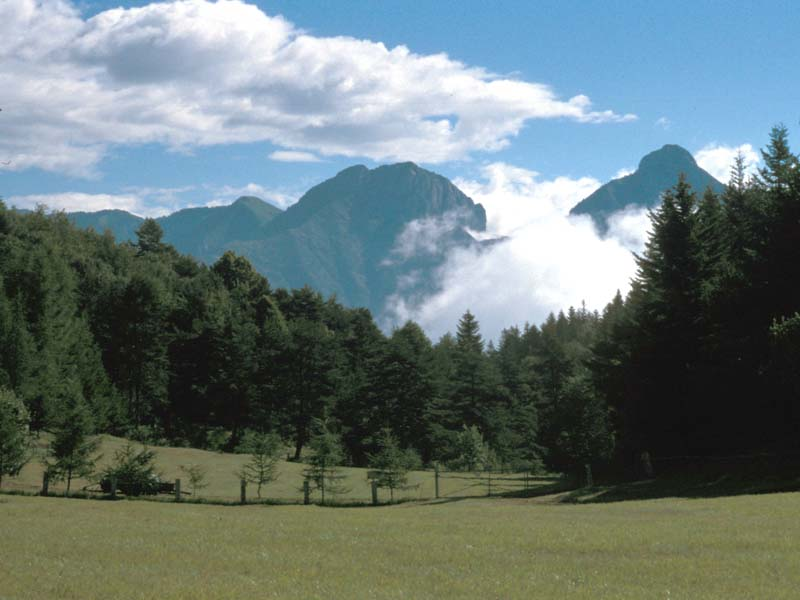
Alta Via dei Monti Liguri

Lo spartiacque colle di Cadibona - monte Saccarello - Ventimiglia è percorso da 16 delle 43 tappe in cui è idealmente divisa l'Alta Via dei Monti Liguri, per un totale di circa 167 km.
Un tempo esisteva una strada, conosciuta come strada Marenga o via Marenca, che collegava Imperia con gli alti pascoli del Marguareis e il Colle di Tenda. Essa probabilmente, passando per il monte Monega, raggiungeva il monte Saccarello per poi proseguire sullo spartiacque della valle del Roja fino al colle di Tenda. Il primo tratto (Imperia-Saccarello) è oggi percorribile unendo il tragitto di più sentieri, ovvero tramite strade carrozzabili asfaltate, eccetto nel tratto Monesi-Saccarello; il secondo tratto (Saccarello-Limone) ospita tuttora una strada sterrata ex militare costruita prima della seconda guerra mondiale, di cui vi è stato un recente recupero e apertura al pubblico, tramite un regolamento di utilizzo molto ferreo, progetto di recupero finanziato tramite fondi europei, visto l'interesse da parte di tre province (Dipartimento delle Alpi Marittime, Provincia di Cuneo e Provincia di Imperia) e di tre Regioni diverse (PACA, Piemonte e Liguria) che mette in collegamento e la sua utilità ai fini turistici.
Un sentiero di particolare interesse è il cosiddetto Sentiero degli Alpini, costruito dagli alpini prima della seconda guerra mondiale. Molti tratti sono stati scavati nella roccia o sono stati costruiti a sbalzo, in modo da rendere possibile il passaggio dei muli in sicurezza. Dopo il conflitto il sentiero venne abbandonato, e oggi alcuni punti sono percorribili solo grazie all'ausilio di corde metalliche; negli ultimi anni vi sono stati inoltre importanti movimenti franosi che hanno inflitto seri danni al percorso.
Nelle Alpi Liguri si snoda anche  la Via del Sale, che da Limone Piemonte, attraverso il Colle dei Signori e Monesi, raggiunge la Riviera Ligure di Ponente: il percorso, interessante per i paesaggi carsici e la flora del Bosco delle Navette, è adatto anche ad essere percorso in MTB.

### Rifugi alpini

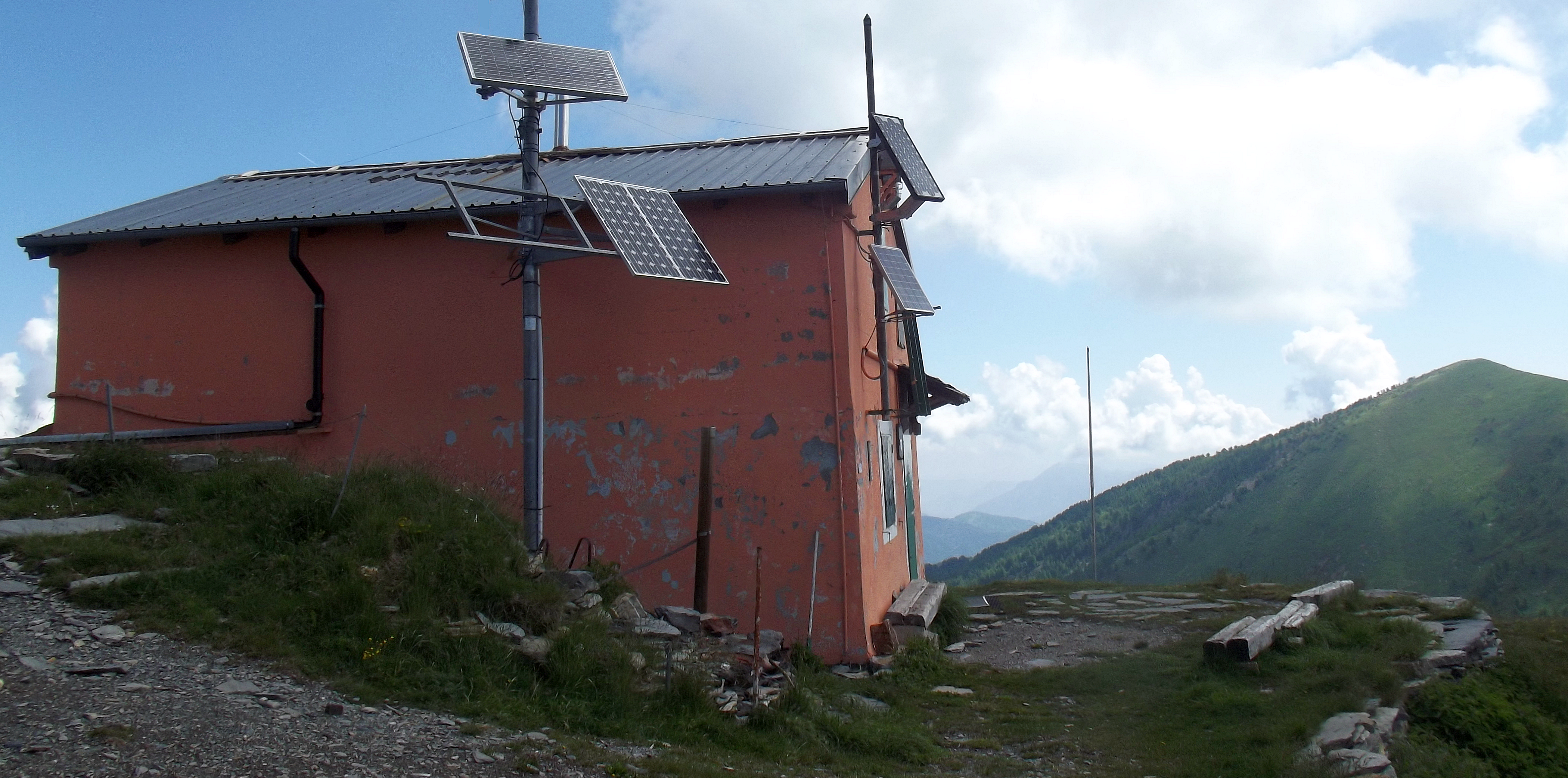
Il rifugio Sanremo.

Per facilitare l'escursionismo e la salita alle vette le Alpi Liguri sono dotate di vari rifugi e bivacchi alpini, tra i quali si possono ricordare:
- rifugio Don Barbera,
- rifugio Franco Allavena,
- rifugio Piero Garelli,
- rifugio Havis De Giorgio - Mondovì,
- rifugio Silvio Lepanto,
- rifugio Mongioie,
- rifugio Sanremo,
- capanna Saracco-Volante,
- rifugio Valcaira.